# RTV Dordrecht
RTV Dordrecht is de publieke lokale radio- en televisieomroep van de stad Dordrecht, in de Nederlandse provincie Zuid-Holland. RTV Dordrecht verzorgt de radio-uitzendingen onder de naam Drechtstad FM en haar televisie-uitzendingen onder de naam TV Dordrecht. De vroegere benaming van RTV Dordrecht is Televisie Radio Omroep Merwestad (TROM).

## Drechtstad FM
Drechtstad FM is de lokale radiozender voor Dordrecht en Papendrecht. De zender is te ontvangen in Dordrecht in een groot deel van de Drechtsteden via de ether op 95.7 MHz en 105.0MHz. en wereldwijd middels een livestream. Drechtstad FM zendt 24 uur per dag en 7 dagen per week uit.
RTV Dordrecht zond eerder uit onder de naam TROM, daarna veranderde de naam door een verwisseling van productiebedrijf in Exxact FM. Uiteindelijk werd in juli 2004 de zender weer in eigen beheer geëxploiteerd onder de naam Drechtstad FM. Sinds 8 november worden de radioprogramma's verzorgd door de Papendrechtse lokale omroep RTV  Papendrecht.

## TV Dordrecht
TV Dordrecht verzorgt televisieprogramma's in de gemeente Dordrecht en is te ontvangen via de frequentie 840 MHz op de Dordtse kabel. Daarnaast is de zender wereldwijd te bekijken via een livestream op internet. Op werkdagen wordt dagelijks vanaf 18:00 uur tot 19:00 uur een uitzending verzorgd die vervolgens elk uur herhaald wordt tot aan de volgende nieuwe uitzending. In het weekend is er een afwijkende programmering. De nieuwsredactie verzorgt elke werkdag om 18:00 uur een RTV Dordrecht Nieuws met actueel nieuws uit stad en omstreken.